# Unidos de São Carlos
O Grêmio Recreativo Escola de Samba Unidos de São Carlos é uma escola de samba do Recife.
Campeã do grupo de acesso em 2008, integrará o grupo de elite do carnaval de Recife para 2009. Surgiu a partir de uma dissidência da escola de samba Caixão do Lixo, sendo seu nome uma homenagem à Unidos de São Carlos carioca, que seria considerada a mais antiga, uma vez que teoricamente seria uma continuação da Deixa Falar, fato na verdade inverídico, uma vez que Deixa Falar e a atual Estácio de Sá têm em comum apenas as cores e o mesmo bairro.
A Unidos de São Carlos pernambucana possui 3 vice-campeonatos e dois títulos dos grupos de acesso do carnaval.
Quinta e última colocada do Grupo Especial em 2010, acabou rebaixada. Ainda naquele ano, a escola perderia seu presidente, Antônio Carlos Mota Costa, que aos 50 anos, foi vítima de uma bala perdida num tiroteio no Centro do Recife.
Em 2011, foi a terceira colocada do Grupo 1.

## Carnavais
| Ano  | Colocação   | Grupo               | Enredo                                                           | Carnavalesco         | Intérprete                           | Ref.  |
| ---- | ----------- | ------------------- | ---------------------------------------------------------------- | -------------------- | ------------------------------------ | ----- |
| 1988 | Vice-campeã | 1                   |                                                                  |                      |                                      |       |
| 2000 | Vice-campeã | 1                   | Isto é Brasil                                                    |                      |                                      |       |
| 2007 | Vice-campeã | 1                   | A Lua encanta e é cantada                                        | Paulo Cabral Cazuza  |                                      |       |
| 2008 | Campeã      | 1 (segunda divisão) | A saga de José Pimentel, patrimônio vivo da cultura pernambucana | Hilário Silva        |                                      | [ 5 ] |
| 2009 | 4º lugar    | Especial            | A influência dos tambores nas regiões brasileiras                |                      |                                      |       |
| 2010 | 5º lugar    | Especial            | Não deixem o samba morrer, Belo Xis a voz do samba               | Paulo Cabral         | Fábio Papo de Samba e Valdir Carioca |       |
| 2011 | 3º lugar    | 1 (segunda divisão) | O amor, atributo divino sem distinção                            | Comissão de Carnaval |                                      |       |
| 2012 | Vice-campeã | 1 (segunda divisão) | Assim surgiu o mundo, em terras pernambucanas                    | Bob Paulino          |                                      |       |
| 2013 | 5º lugar    | Especial            | Paudalho, terra linda de se ver                                  | Comissāo de Carnaval |                                      |       |
| 2014 | Campeã      | 1 (segunda divisão) | De ponta a ponta do nordeste, um canto cabra da peste            | Mestre Tony          |                                      |       |
| 2015 | 5º lugar    | Especial            |                                                                  |                      |                                      |       |